# Буждур
Бужду́р, Кабо-Бохадор (фр. Boujdour, порт. Bojador, исп. Cabo Bojador, араб. رأس بوجادور‎) — город в управляемой Марокко территории Западной Сахары. Население по оценкам на 2012 год составляет 58 101 человек; по данным переписи 2004 года оно насчитывало 36 843 человека. Находится в 170 км к юго-западу от Эль-Аюна, на берегу Атлантического океана. Является административным центром провинции Бохадор (Буждур).

## Название
Город получил название по мысу, на котором находится. Слово Бохадор произошло от арабского «Абу Хатар» (араб. ابو خطر‎), что значит буквально «Отец опасности». Буждур — французская версия названия.

## История
Первым европейским мореходом, обогнувшим мыс Бохадор в 1434 году, был португальский моряк Жил Эанеш. До этого мыс считался непреодолимым из-за сильных северо-восточных ветров. Но страшней ветров для мореходов были суеверия: в течение многих веков считалось, что за этим мысом судоходство невозможно, потому что море кишит чудовищами, которые бодаются, а снасти кораблей загораются. Это поверье было разрушено только сообщением Жила Эанеша, обогнувшего мыс Бохадор и уже из Гвинеи сообщившего, что «плыть под парусами здесь так же легко, как и у нас дома, а страна эта богата и всего в ней в изобилии».
Начиная с 1434 года, открывается новый маршрут для португальских и других европейских судов к югу Африки и позднее к Индии. В связи с активизацией морских перевозок, на мысе появляется портовый посёлок.
В 1452—1456 годы римские папы Николай V и Каликст III предоставили Португалии право владеть землями, открытыми к югу и востоку от мыса Бохадор, «вплоть до индийцев».
В 1884 году Испания объявила прибрежный регион от мыса Бохадор до полуострова Кап-Блан своим протекторатом. В 1975 году по Мадридскому договору территория отошла к Марокко, но в связи с провозглашением САДР в 1976 году контроль над данным регионом по-прежнему оспаривается.